# Karabulaki
Karabulaki (Aršinci, Арштинцы ili Orsthojci, Орстхойцы), jedan od nahskih naroda ili plemena s rijeke Suži (Сунжи) i njenih pritoka srodni Čečenima i Ingušima. Karabulaki se ponekad klasificiraju među Čečene, no svakako su im srodni u mnogim elementima materijalne i duhovne kulture. U borbama na Kavkazu s carskom ruskom vojskom u 19. stoljeću mnogi su izginuli a 1,366 obitelji iseljeno je nakon toga u Tursku. Na Kavkazu je nakon toga ostalo živjeti svega 75 obitelji koje su se izgubili među ostalim nahskim narodima.
Ime Karabulaki pod kojm su najpoznatiji u literaturi dali su im Kumici.  